# Krystyna Pettersson
Krystyna Pettersson, född 10 januari 1930, död 25 januari 2018 i Hässelby, var en svensk tonsättare, pianist och pedagog. Hon var född i Polen och fick sin utbildning i musikteori och komposition där och var från 1970 bosatt i Sverige. Hon blev 2011 medlem i Föreningen svenska tonsättare.
Tyngdpunkten i hennes produktion är kammarmusik, ofta med ackordeon.
Krystyna Pettersson är gravsatt i Högalids kolumbarium i Stockholm.

## Verkförteckning

### Instrumentalmusik
- Den glade spelmannen för flöjt och piano (1983/1984)
- Reflexion för piano (1986)
  - Version för kammarorkester (2014)
  - Version för saxofonkvartett (2014)
  - Version för piano (2015)
- Prelude på h-mollskalan för cello eller ackordeon och piano (1989)
  - Version för violin, ackordeon och basklarinett (2011)
- Hägring (1990)
  - Version för 4-stämmig instrumentalensemble
  - Version för dragspelsorkester
  - Version för ackordeon-/dragspelstrio
  - Version för ackordeon, violin och cello
- Minuettino för dragspelsorkester (1990)
- 3 romantiska valser för piano (1992)
- Impuls ad libitum för piano (1992)
- Etyde in ’F’ för dragspelsorkester (1993)
- Drömprinsen, konsertvals för dragspel/ackordeon (1993)
- Guldspelstango för dragspel/ackordeon (1994)
  - Version för dragspelsorkester, 4 ackordeon, bas, gitarr och trummor (2001)
  - Veriosn för ackordeon, 2 violiner, piano och bas (2001)
- Drömmarnas dans för ackordeonorkester (1995)
- Den förtrollade spegeln (1995–2008)
  - Lingångerskan för ackordeon (1995)
  - Mosaiken för piano eller ackordeon (2003)
  - Kalejdoskop för ackordeon (2003/2008)
  - Souvenir för ackordeon (2003/2008)
  - Trubbel för piano eller ackordeon (2003/2008)
  - Bäckahästen för ackordeon (2004)
  - Metamorfos för piano eller ackordeon (2005)
  - Mysteriet för 5 ackordeon (2005)
  - Prelude för kräsna öron för 1 eller 5 ackordeon (2006–07)
- 4 Mazurkor för piano, op. 1 (1999–2003/2010)
  - Mazurka op. 1 nr 4 för violin, cello och piano (2009–11)
- Högtidsfanfar med motiv av W.A. Mozart för tre trumpeter (1998)
- Längtan för ackordeon (1998)
- Sonatina da camera (2000)
  - Version för flöjt och piano
  - Version för piano
  - Version för ackordeon
- Sonatella ackordiola för ackordeon solo med dragspelsorkester (2001)
  - Version för ackordeon och stråkorkester (2001)
- À la carte för ackordeon, viola och klarinett (2001)
- Kvällsvalsen, konsertvals för dragspel (2001/2009)
- Tango Rango för klarinett, ackordeon, piano och cello (2001/2015)
- Solglimten för dragspelsorkester (2003)
- Bälgdragsfröjder för dragspel (2003)
- Ingivelse för piano solo eller ackordeon/dragspelsduo (2006/2007)
- Den abstrakta avspeglingen för flöjt, ackordeon, barytonsaxofon och vibrafon (2009)
- Klarinettsaga för klarinett (2010)
- Memento för ackordeon, stråkkvintett och piano (2011)
- Kristallkulans prelude för violin, basklarinett och ackordeon (2011)
  - Version för ackordeon solo (2011)
- Illustration, preludium för valfritt soloinstrument och piano (2011)
  - Version för piano solo (2011)
  - Version för violinduo och piano (2014)
- Incidentus incognito för piano (2011)
- Regnbågens skimmer för violin, cello, ackordeon och piano (2012)
- Kramgo tango för ackordeon (2012)
- Bagatell för piano (2012)
- Inom parentesen för piano (2012)
- Sommarnovelletta för piano (2012)
- Impulsarium för ackordeon, piano och elektronik (ad lib) (2013)
- Dockteater för piano (2013)
- Ett tåg i farten, elektroakustisk musik (2013)
- Rädslan och en meditationsstund, elektroakustisk musik (2013)
- Ett konsertstycke från förfluten tid för piano och klassisk orkester (2014)
  - Version för piano och saxofonkvartett (2015)
- Flexfix för 2 violiner (2014)
- Cookies för piano (2014)
- Rocco barocco för 2 violiner (2015)

### Vokalmusik
- Heliga Jungfru som värnar det höga Czenstochowa för röst och piano till text av Adam Mickiewicz (1981)
- Våren och sommaren för sång och dragspel (1981)
- Korsen över varvet för röst och piano till text av Tadeusz Polanowski (1983)
- En färd till Sverige för röst och piano till text av Jan-Axel Nordlund (1993)
- En helig afton för röst och piano till text av Jan-Axel Nordlund (1993)
- En midsommarvals för röst och piano till text av Jan-Axel Nordlund (1993)
- En orolig ande för röst och piano till text av Jan-Axel Nordlund (1993)
- Seglarminnen för röst och piano/dragspel till text av Jan-Axel Nordlund (1993)
- Sjung kärlekssånger för röst och piano/dragspel till text av Jan-Axel Nordlund (1993)
- Vänd åter till din ro för röst och piano till text av Jan-Axel Nordlund (1993)
- Sånger om Ödet för röst och piano till text av Karin Boye (1993)
  1. ”Ödet är en öken”
  2. ”Du vet du bär en black”
- Ordet för röst och piano eller ackordeon till text av Roman Makarewicz i svensk översättning Kjell Bygdén (1993)
- Morgon för röst och piano eller ackordeon till text av Karin Boye (1994)
- Vad saknar du? för sopran och piano till text av Anneli Strömberg (1996)
- Mälardrottningen för manskör och piano till text av Sonja Herlin (1996/1997)
- Guds klara ljus för röst och piano till text av Jan-Axel Nordlund (1997)
- En stjärna för röst och piano till text av Jan-Axel Nordlund (1998)
- Samförstånd mellan stränderna för röst och piano/ackordeon till text av Barbro Hörberg (1998)
- Jesu födelse för blandad kör och piano till text av Jan-Axel Nordlund (1999)
- Ljus och kärlek för röst och piano till text av Jan-Axel Nordlund (1999)
- Gefion och Gylfe, arietta för sopran, tenor och piano till text av Ryszard Golebiowski (2000)
- Öresundsbro för vokalduo/soloröst och piano till text av Ryszard Golebiowski (2000)
- Stort och smått för röst och piano till text av Jan-Axel Nordlund (2000)
- Till gatans poetiska parlament för röst och piano till text av Jan-Axel Nordlund (2012)
- Barnen i träden för röst och piano till text av Jan-Axel Nordlund (2013)
- Det finns alltid en plats för röst och piano till text av Anneli Strömberg (2013)